# Mitsubishi Galant
Mitsubishi Galant (укр. Міцубісі Ґалант) — автомобілі середнього класу, що вироблялися японською компанією Mitsubishi Motors з 1969 по 2012 рік.
Назва походить від французького слова фр. Galant, що означає «лицарський». Створено дев'ять різних поколінь цієї моделі, сумарні продажі в даний час перевищують п'ять мільйонів машин. Модель стартувала як компактний седан, проте з часом перетворилася на середньо-розмірний автомобіль. Спочатку виробництво було засноване в Японії, але з 1994 року на американському ринку стали продаватися автомобілі, зібрані на заводі, що раніше належав Diamond-Star Motors (DSM) в штаті Іллінойс.

## Історія моделі
В історії компанії Mitsubishi автомобіль з ім'ям Galant вперше з'явився в 1969 році. Так була названа одна з модифікацій тодішньої моделі Colt. Це був невеликий автомобіль класичної компоновки, з півторалітровим двигуном і залежною ресорною задньою підвіскою.
Трохи пізніше на базі цього автомобіля зробили динамічне купе Colt Galant GTO, вельми високотехнологічне на ті часи, з двохвальним двигуном і диференціалом.
Colt Galant став родоначальником цілого сімейства високоякісних і престижних автомобілів, які згодом отримали численні перемоги в ралійних змаганнях і неодноразово отримували призи «Автомобіль року» за високі споживчі якості.
З метою участі у різного роду ралійних першостях з'явилася модифікація Mitsubishi Galant VR -4 — спортивна версія моделі Galant, оснащена або 2-2,5 літровим V6 twinturbo (6A12TT, 6A13TT), обо рядним 2,0 літровим 4-х циліндровим бензиновим турбодвигуном (на машинах випуску до 1992 року). Всі VR-4 мають повний привод.

## Mitsubishi Galant 1 (A2GS) (1969—1973)

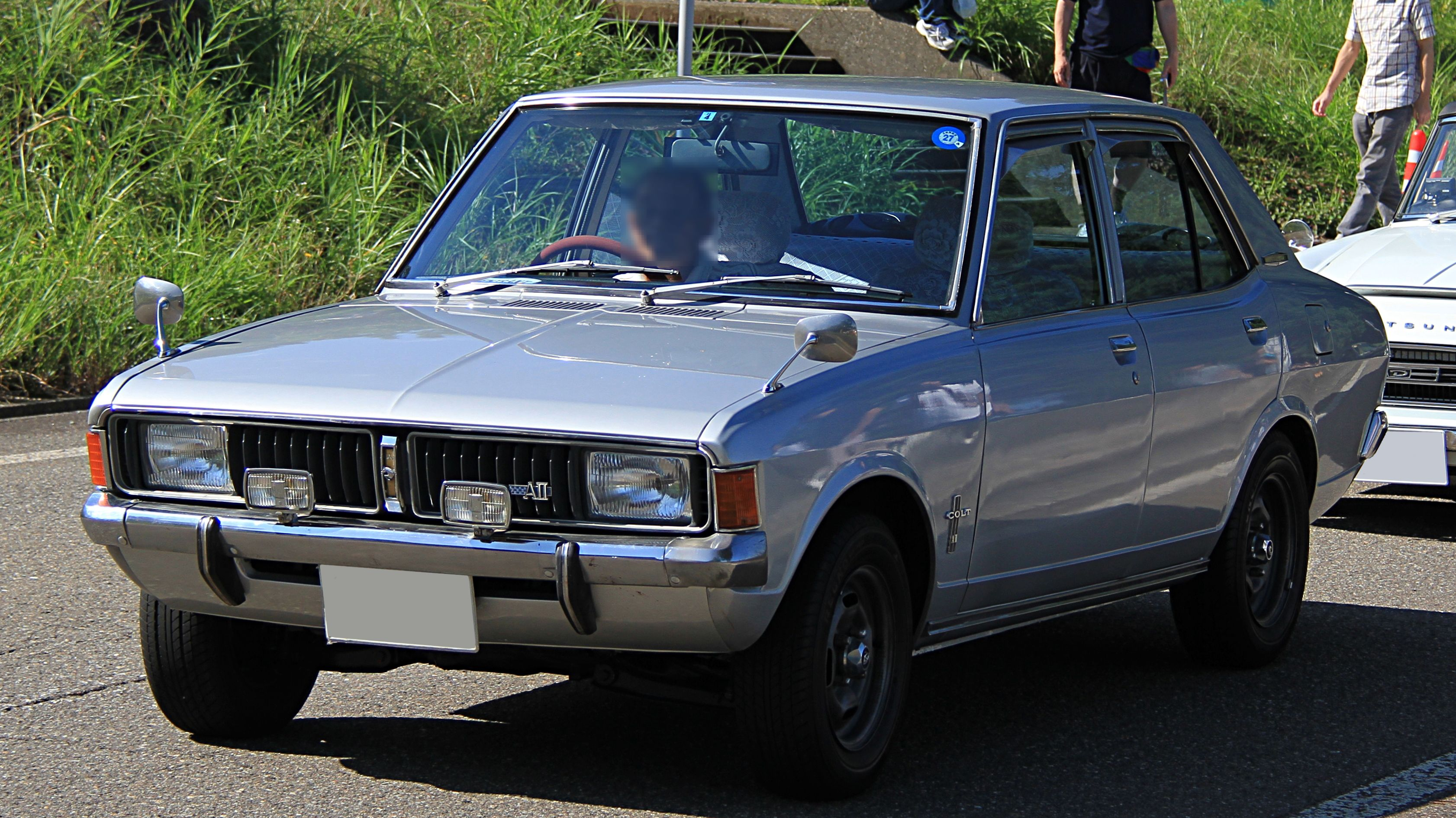
Mitsubishi Colt Galant AII

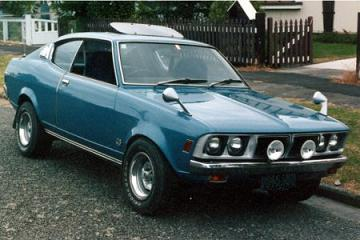
Mitsubishi Colt Galant GTO

Перше покоління Mitsubishi Galant, спочатку мало ім'я Colt Galant, з'явилося в грудні 1969 року. Було доступно 3 модифікації автомобіля з двигунами 1,3 л (модель AI) і з двигунами 1,5 л (моделі AII і AIII). Спочатку пропонувався тільки седан, в 1970 додався 2-х дверний хардтоп і універсал. Пізніше з'явилося купе Colt Galant GTO з самоблокуючим диференціалом. Найпотужніша версія MR оснащувалася двохвальним двигуном 4G32 1,6 л потужністю 125 к.с.
Друге купе — Colt Galant FTO  — з'явилося в 1971 році. Автомобіль був оснащений двигуном 4G41 об'ємом 1,4 л. В 1990-х автомобіль був відроджений під назвою Mitsubishi FTO.

## Mitsubishi Galant 2 (1973—1976)

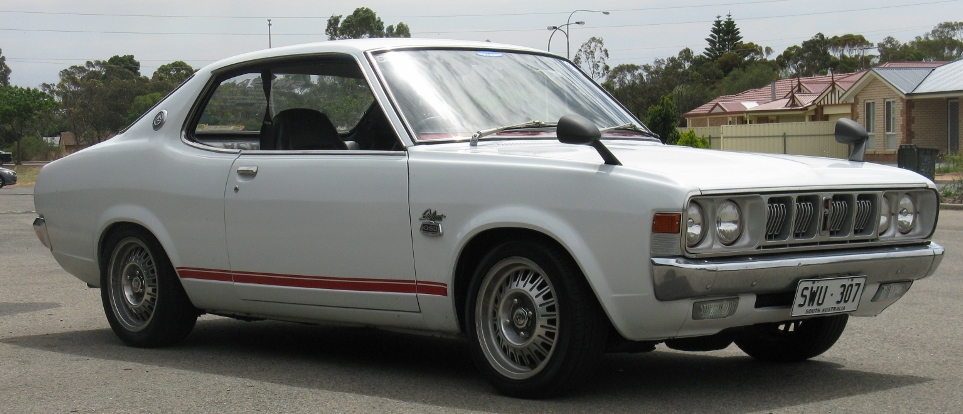
Mitsubishi Galant 2

Друге покоління Mitsubishi Galant з'явилося в червні 1973 року вже як самостійна модель. Автомобіль продавався в США під ім'ям Dodge Colt, в Канаді — Plymouth Colt і Plymouth Cricket, в Австралії — Chrysler Valiant Galant і в Європі — Colt Galant.

## Mitsubishi Galant 3 (A120) (1976—1980)

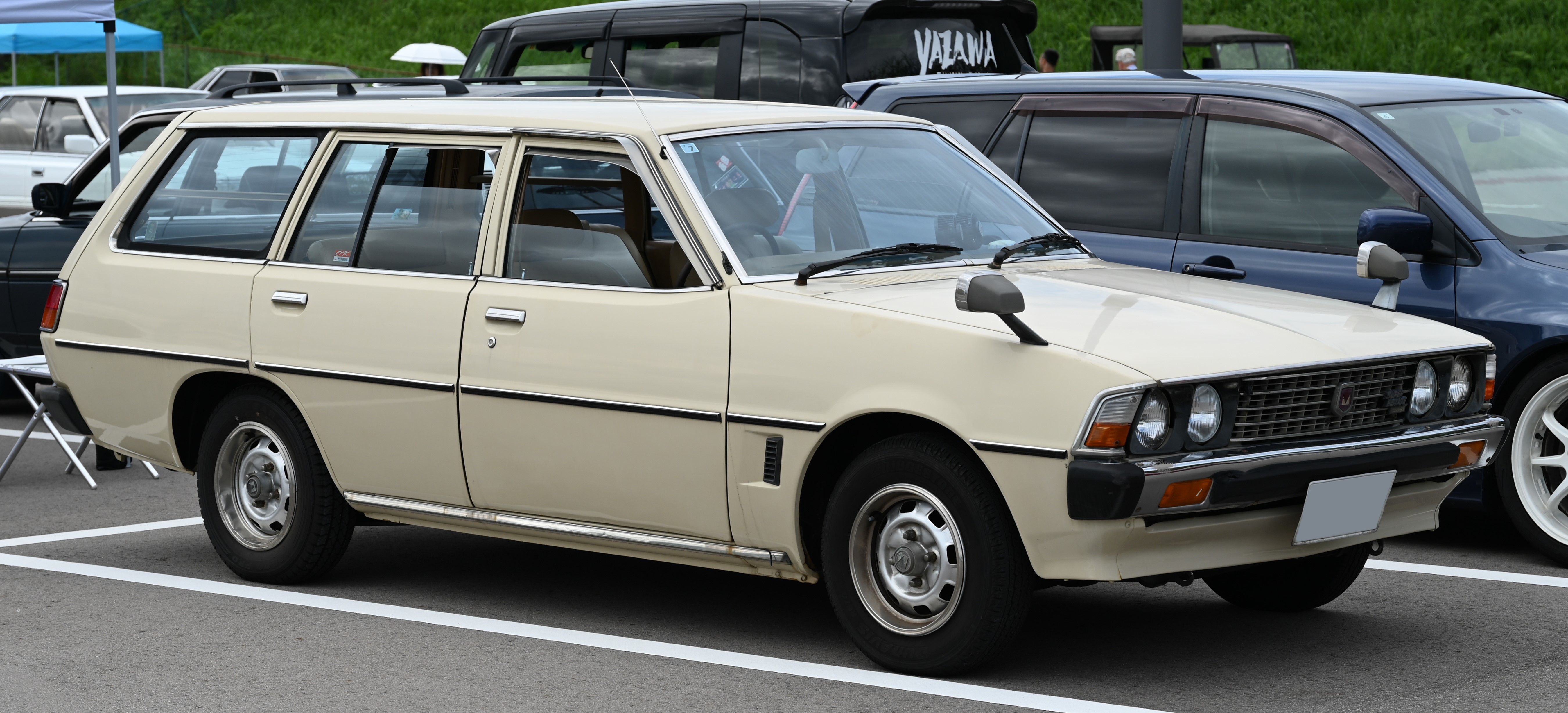
Mitsubishi Galant 3

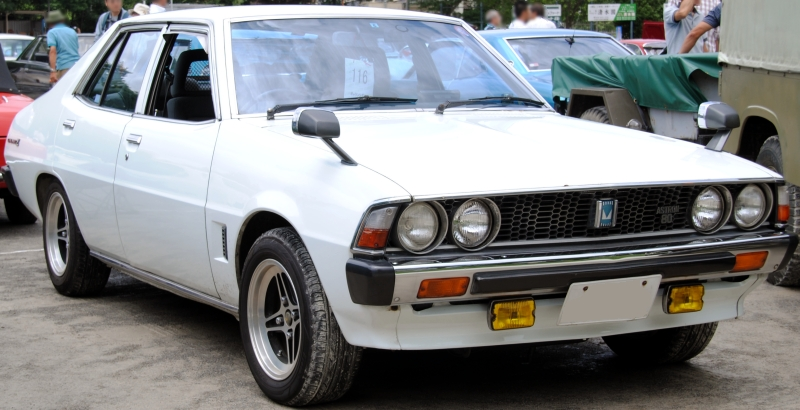
Mitsubishi Galant 3

У 1976 році побачило світ третє покоління Galant, також відоме як Galant Sigma. У США автомобіль продовжував продаватися під ім'ям Dodge Colt. В Австралії машина виготовлялась на заводі Chrysler в Clovelly Park під ім'ям Chrysler Sigma. У 1976 році з'явилося нове купе для заміни Galant GTO, відоме в Японії як Galant Λ (Lambda) а в Європі Sapporo. Купе випускалося з 1976 по 1984 рік, переживши один рестайлінг в 1981-82 році.
З цим поколінням Mitsubishi ввела нові двигуни MCA-Jet зі зниженим забрудненням навколишнього середовища.
Галант третього покоління став автомобілем року в Південній Африці 1977 року. У 1981 році став автомобілем року Нової Зеландії.

## Mitsubishi Galant 4 (A160) (1980—1987)

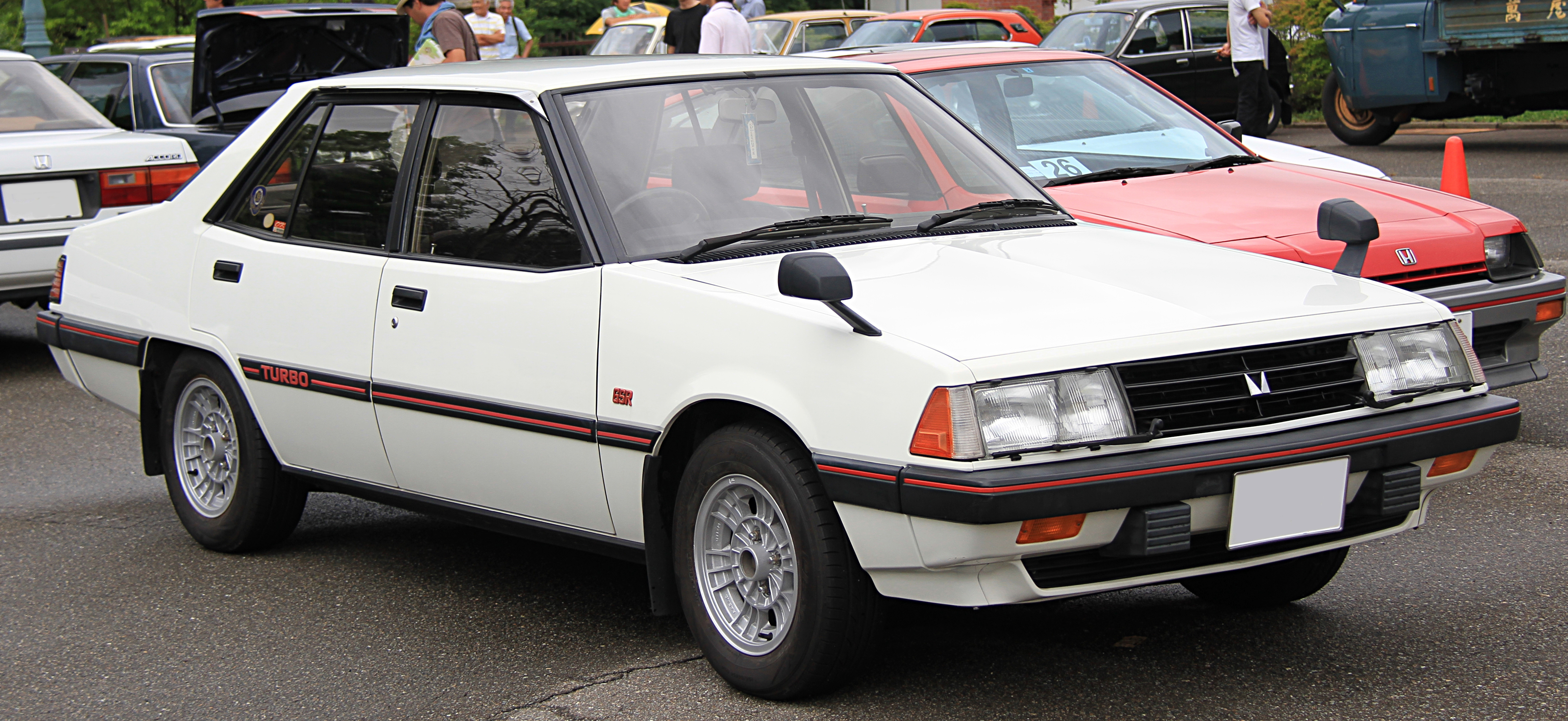
Mitsubishi Galant 4

У травні 1980 року відбувся дебют четвертого покоління Galant. Автомобілі пропонувалися з новими двигунами сімейства Sirius, вперше на пасажирських легкових автомобілях стали встановлювати дизельні двигуни. На бензинові двигуни встановлювалася нова електронна система вприскування палива.
З 1982 по 1983 року австралійські Galant Sigma експортувалися до Великої Британії під маркою Lonsdale, обходячи обмеження квоти імпорту, встановлений японськими автовиробниками. Однак автомобіль не був успішним, і в 1983, і 1984 роках продавався там як Mitsubishi Sigma.
Купе залишилося на базі 3-го покоління переживши невеликий рестайлінг в 1981 році і продавалося аж до 1984 року. Четверте покоління було відомо як Mitsubishi Scorpion в Австралії, і Dodge Challenger і Plymouth Sapporo в США.

## Mitsubishi Galant 5 (E10) (1983—1989)

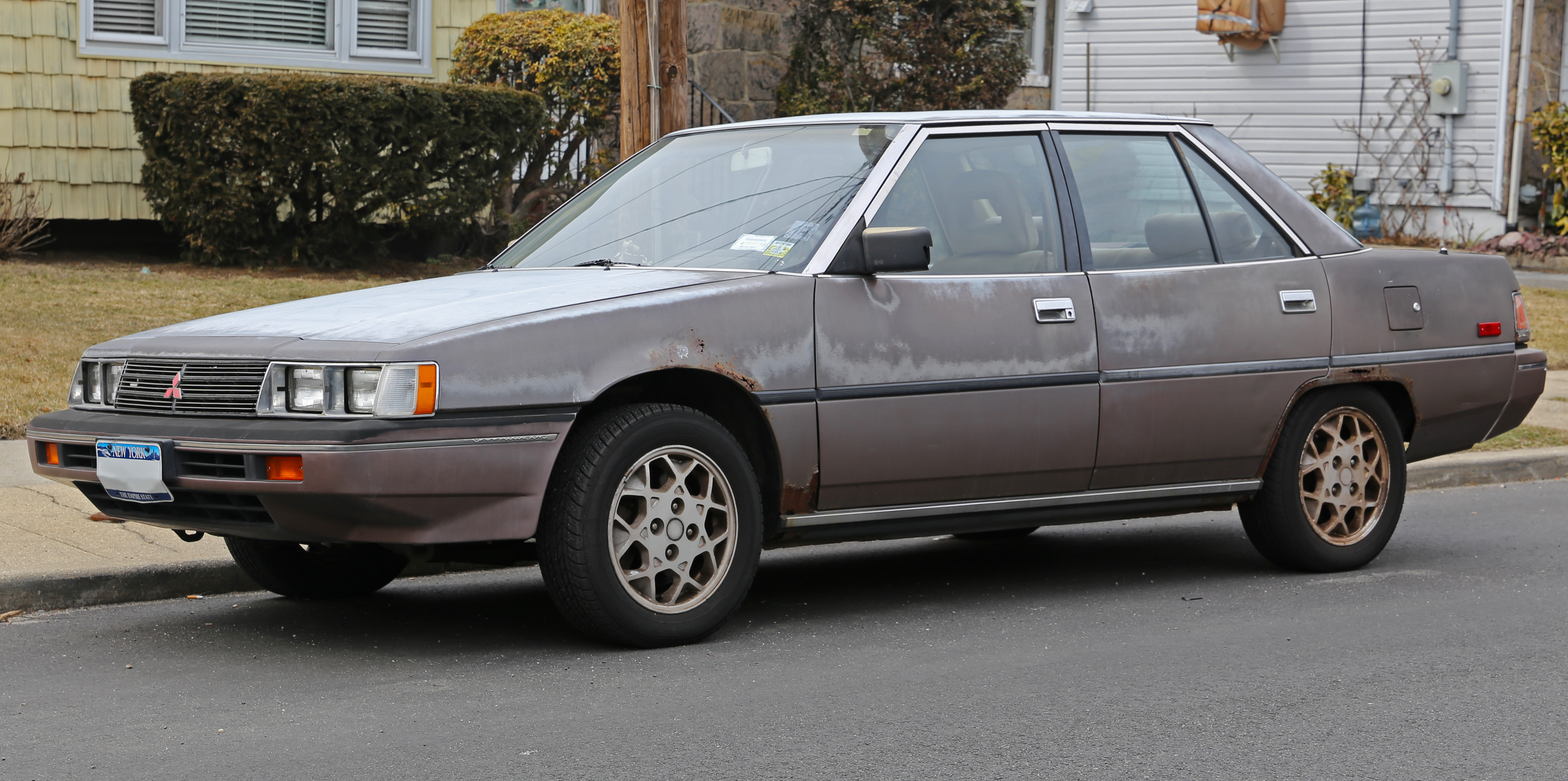
Mitsubishi Galant 5

Зовсім інший Galant з'явився у вересні 1983 року. Автомобіль отримав передній привід, підвіску з автоматичною підтримкою рівня кузова (ECS). Поділ на американський і європейський Galant почалося з цього покоління. Європейські пропонувалися з рядними чотирициліндровими двигунами об'ємом 1,6 і 2,0 літра, американський — 2,4 л, А також встановлювався дизельний двигун об'ємом 1,8 л.
В 1985 році автомобіль був удостоєний німецької нагороди Das Goldene Lenkrad (Golden Steering Wheel).
У 1985 році автомобіль отримав повний привід, таких машин було випущено одиниці і частина з них виступала на ралі і в гонках.

## Mitsubishi Galant 6 (E30) (1987—1993)

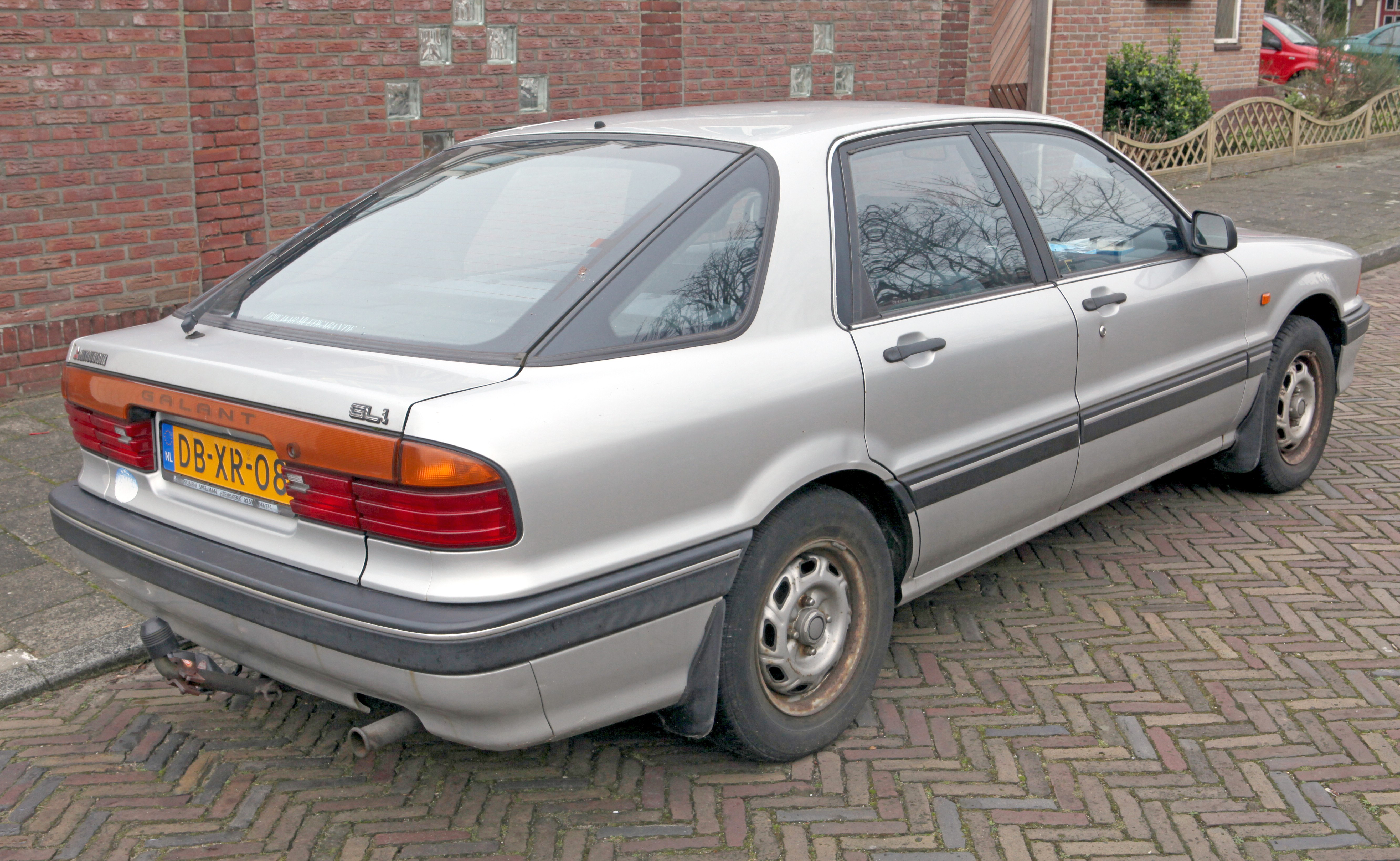
Mitsubishi Galant 6

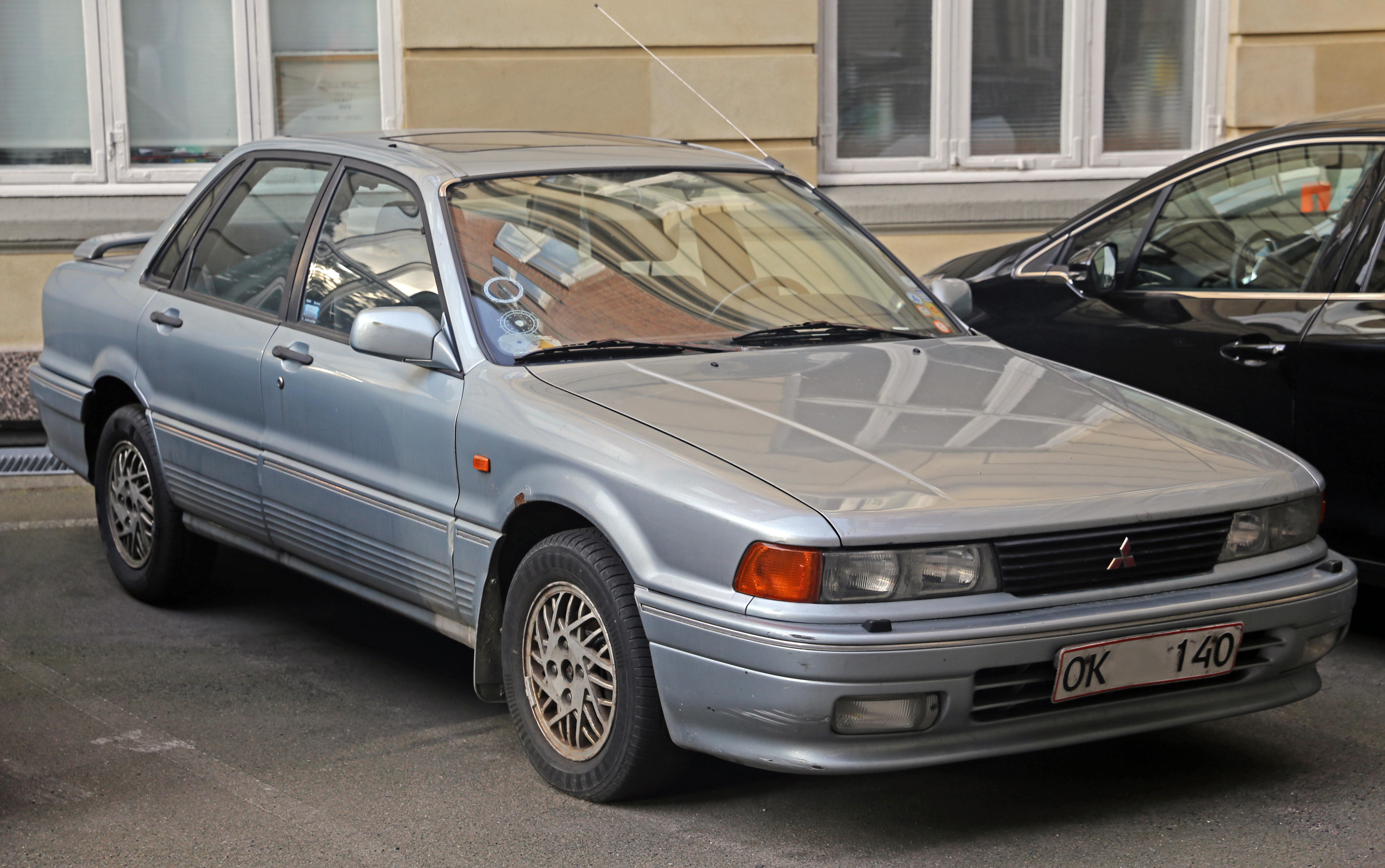
Mitsubishi Galant 6

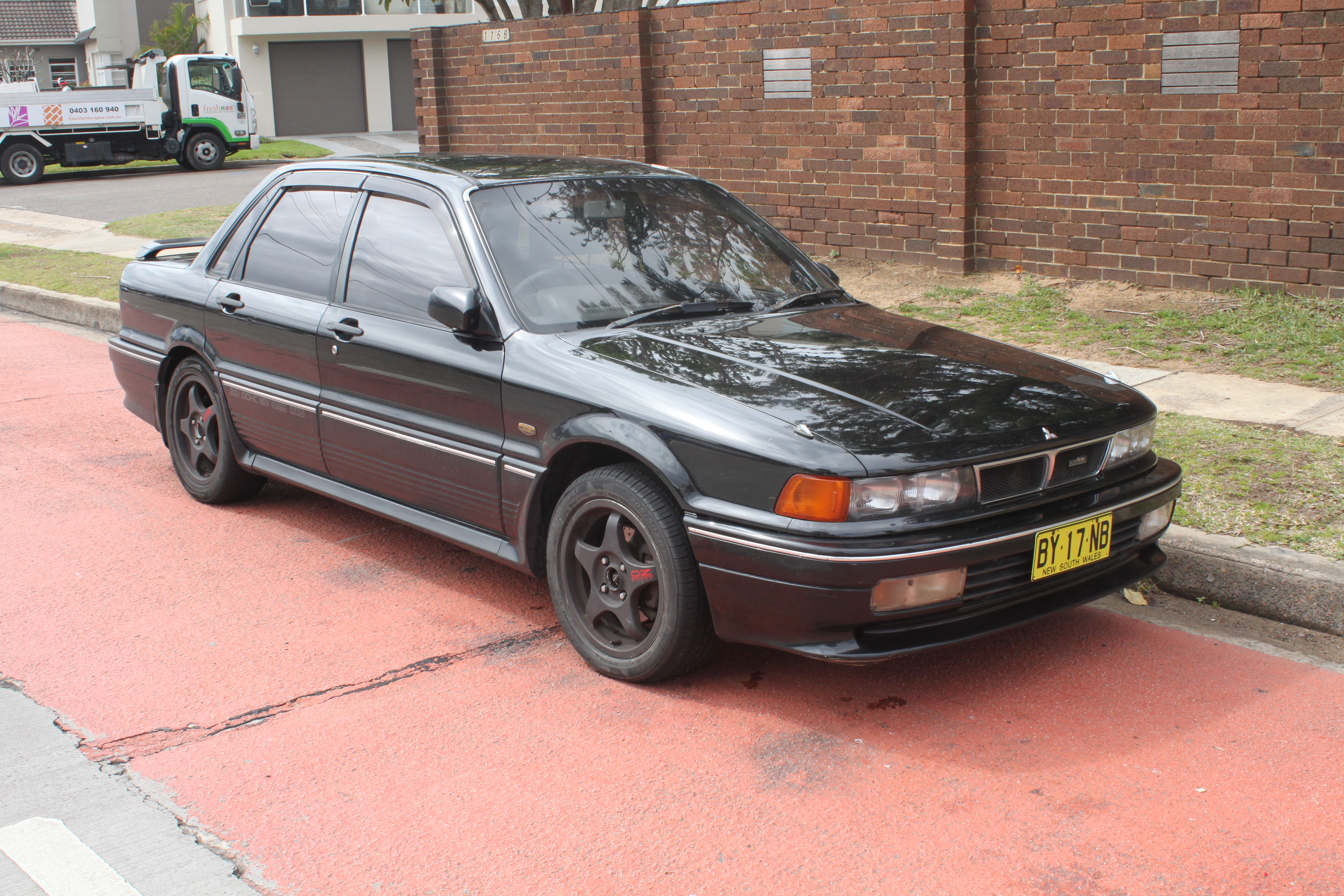
Mitsubishi Galant VR-4

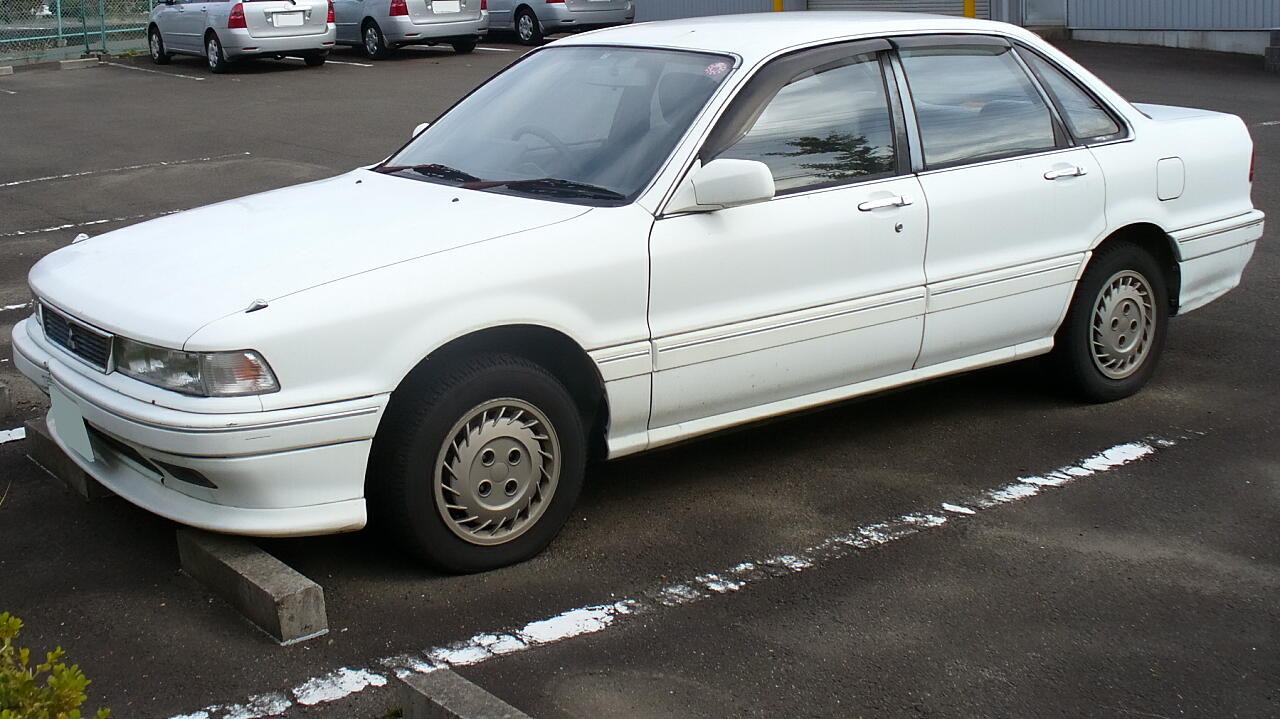
Mitsubishi Eterna

В жовтні 1987 року вийшло наступне, шосте за рахунком, покоління Галанта. Це покоління завоювало нагороду Автомобіль року в Японії в 1987 році, а також модель GS стала імпортним автомобілем року за версією американського журналу Motor Trend. Продажі в США почалися в 1989 році разом з Sigma. З 1989 року шосте покоління Галантів стало випускатися в кузові хетчбек (кузов E32).
На початку 1992 році був злегка змінений зовнішній вигляд автомобіля: оновилися передній і задній бампери, хромована радіаторна решітка зайняла місце чорної, а нижні частини крил і дверей одягли в «листя» — широкі пластикові декоративні накладки. Стало встановлюватися нове кермо управління з чотирма спицями, замість трьох.
На базі цього покоління був створений Mitsubishi Eclipse.

### Galant VR-4
Починаючи з шостого покоління, з'явилася «заряджена» повнопривідна і повнокерована (задні колеса поверталися на невеликий кут гідравлічним механізмом) модифікація (кузов Е39) VR-4 з двигуном об'ємом 2,0 л потужністю 240 к.с. І мала спеціальне позначення на кузові Dynamic 4. VR-4 непогано виступав на міжнародних ралі в період з 1988 по 1992 року, після чого йому на зміну прийшов Lancer Evolution.

### Двигуни
- 1597 см3 4G32 Р4 (E31)
- 1755 см3 4G37 Р4 (E32) 90 к.с.
- 1836 см3 4G67 DOHC Р4 (E35)
- 1997 см3 4G63 DOHC Р4 (E33/E39) 109/144/150 к.с.
- 1997 см3 4G63 turbo DOHC Р4 (E39) 240 к.с.
- 1795 см3 4D65T TD Р4 (E34) 75 к.с.

## Mitsubishi Galant 7 (E50) (1992—1998)

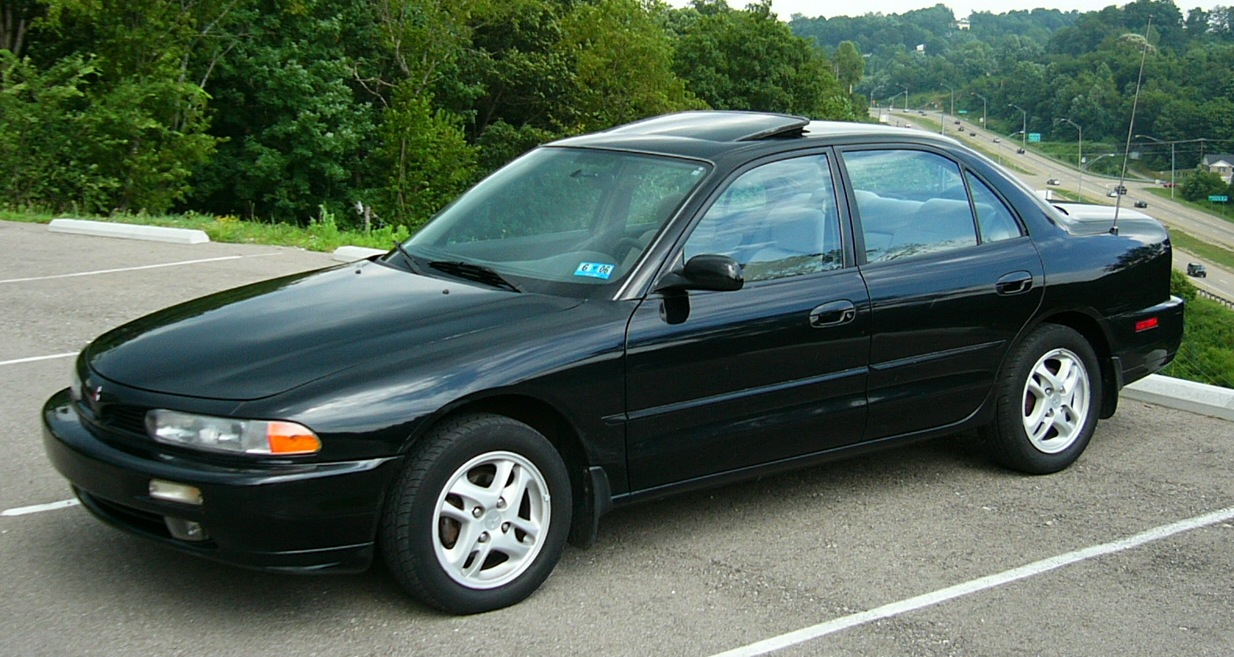
Mitsubishi Galant 7

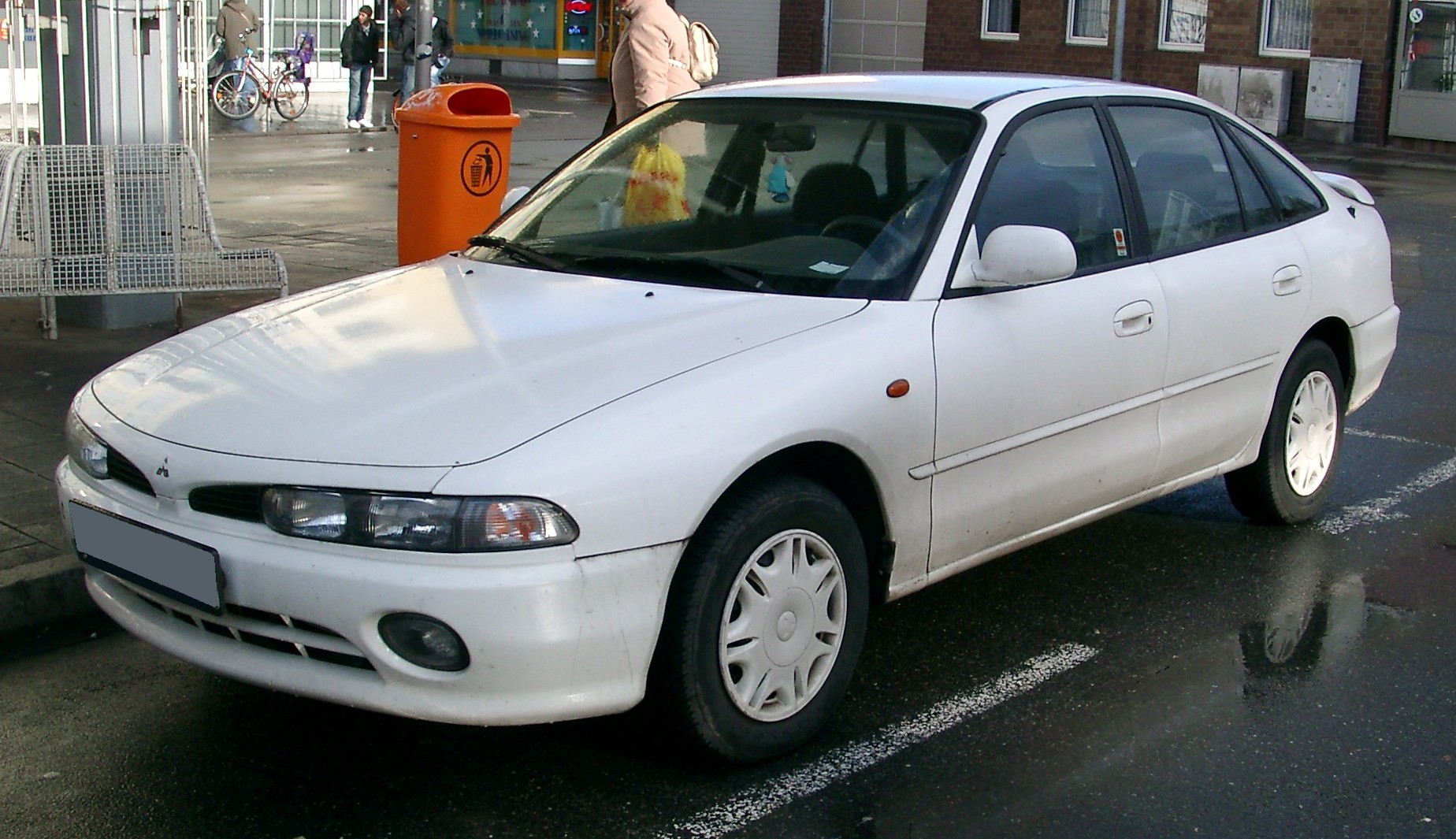
Mitsubishi Galant 7

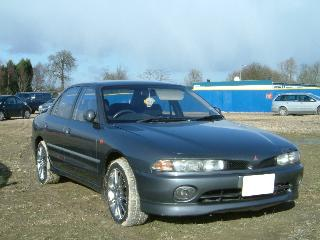
Mitsubishi Galant VR-4

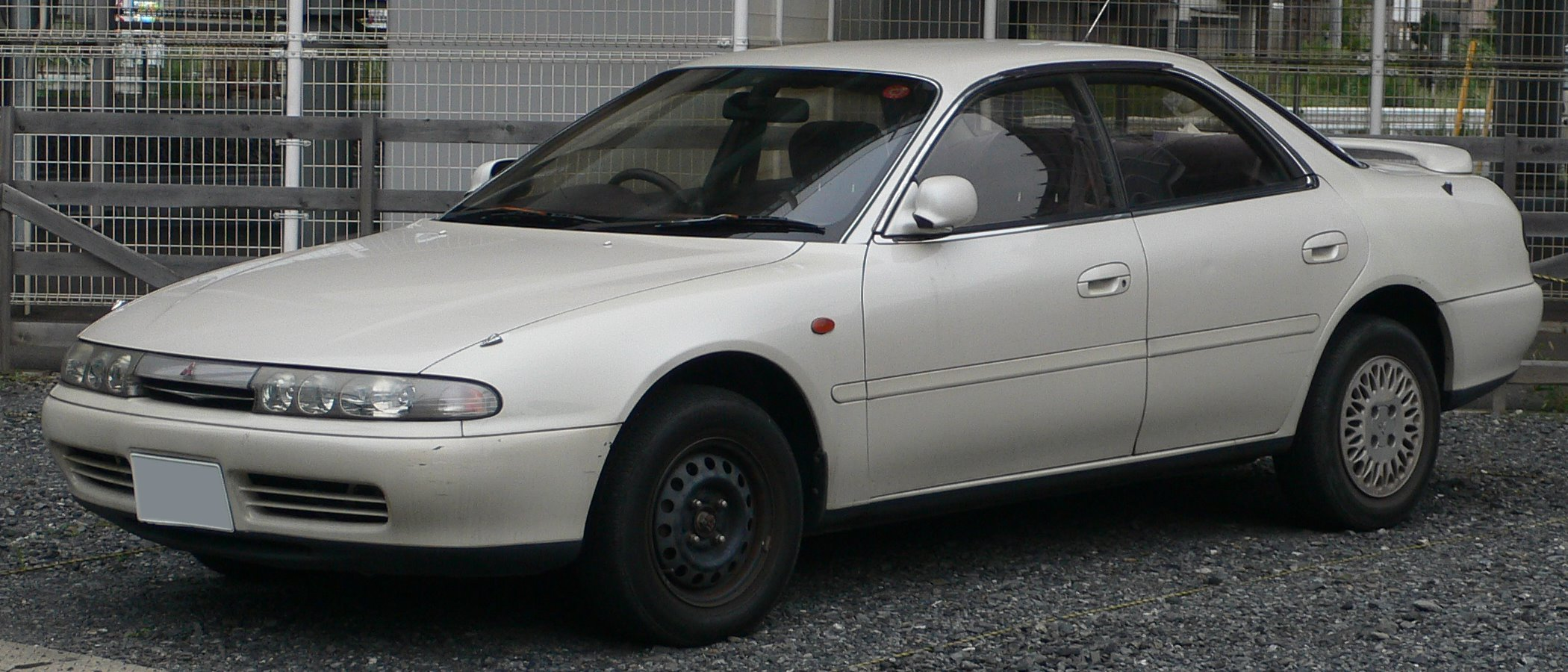
Mitsubishi Emeraude

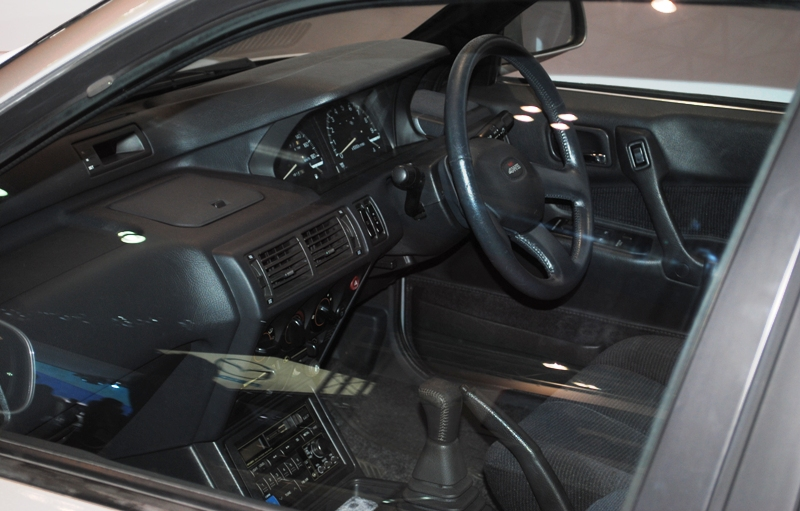

Сьоме покоління дебютувало в травні 1992 року, в кузовах седан і 5-дверний ліфтбек (в Америці тільки седан). Хардтоп Mitsubishi Emeraude, призначений тільки для японського ринку, був запущений у виробництво в цьому ж році. Виробництво в США почалося 24 травня 1993 року на заводах в місті Нормал, Іллінойс.
Це покоління відзначено суттєвими змінами в дизайні підвіски: подвійні важелі замість стійок спереду і ззаду багатоважільна підвіска, що значно поліпшило комфортабельність авто.
Сьоме покоління Galant, також відоме як Mitsubishi Eterna, лягло в основу Proton Perdana.

### Galant VR-4
Оскільки Mitsubishi Lancer тепер позиціонувався «Міцубісі» як ралійний, модель сьомого покоління VR-4 стала не таким відверто спортивним автомобілем. Цифра 4 в абревіатурі VR-4 означає 4WD (повний привід); ця модифікація повернула Mitsubishi імідж ралійного автомобіля. У ній компанія відмовилася від старого чотирьох-циліндрового двигуна на користь більш плавного 2,0 л V6 Twin Turbo потужністю 237 к.с. Збереглися і повнопривідні трансмісії.

### Двигуни
- 1,8 л 4G93 Р4 126 к.с.
- 1,8 л 6A11 V6
- 2,0 л 4G63 Р4 137 к.с.
- 2,0 л 6A12 V6 150 к.с.
- 2,0 л 6А12 V6 MIVEC 194—200 к.с.
- 2,0 л 6A12TT твін турбо V6 241 к.с.
- 2,4 л 4G64 Р4
- 2,5 л 6G73 V6 170 к.с.
- 2,0 л 4D68 турбо дизель Р4 90 к.с.

## Mitsubishi Galant 8 (EA0) (1996—2003)

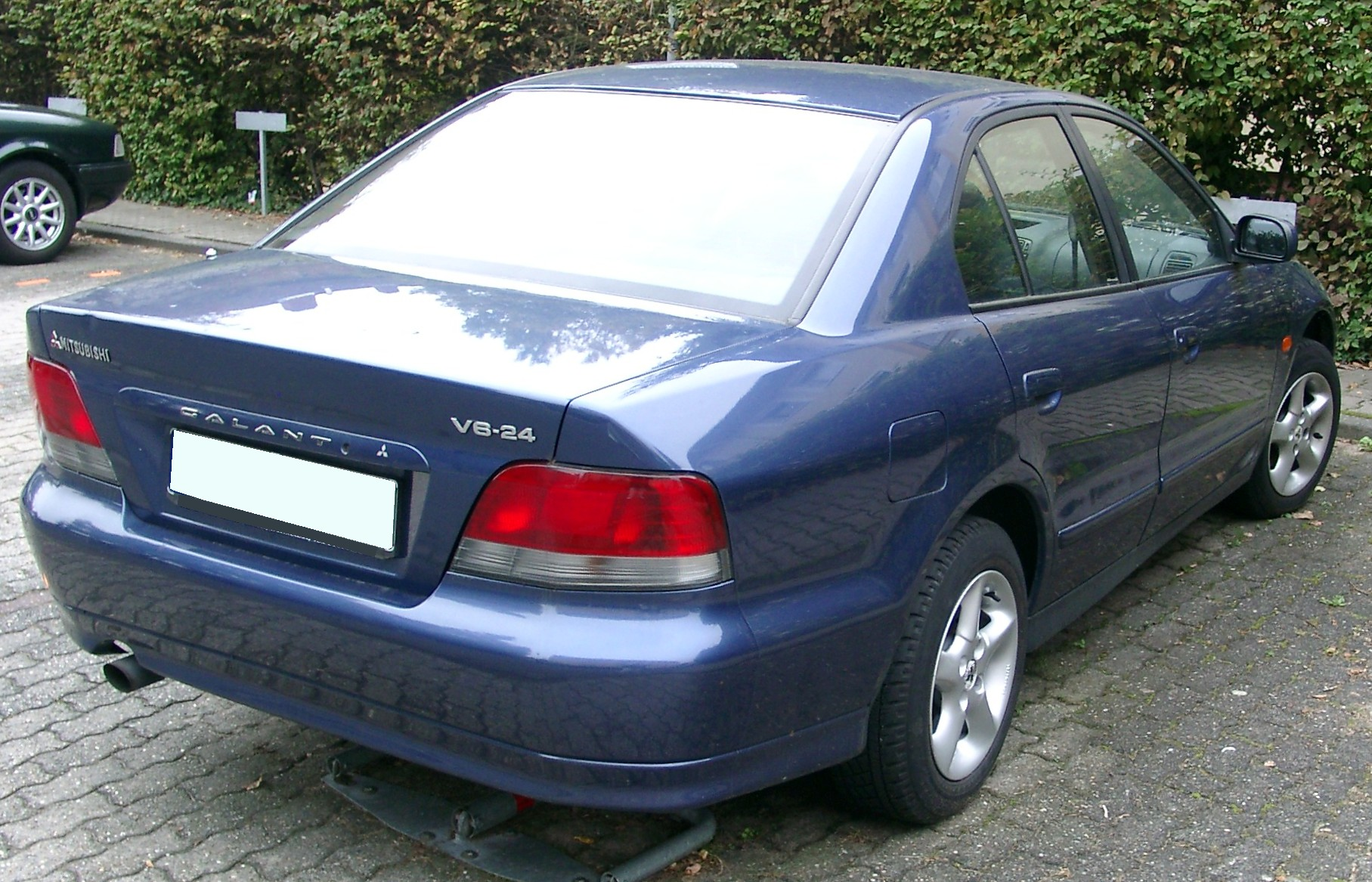
Mitsubishi Galant 8 (1996—2001)

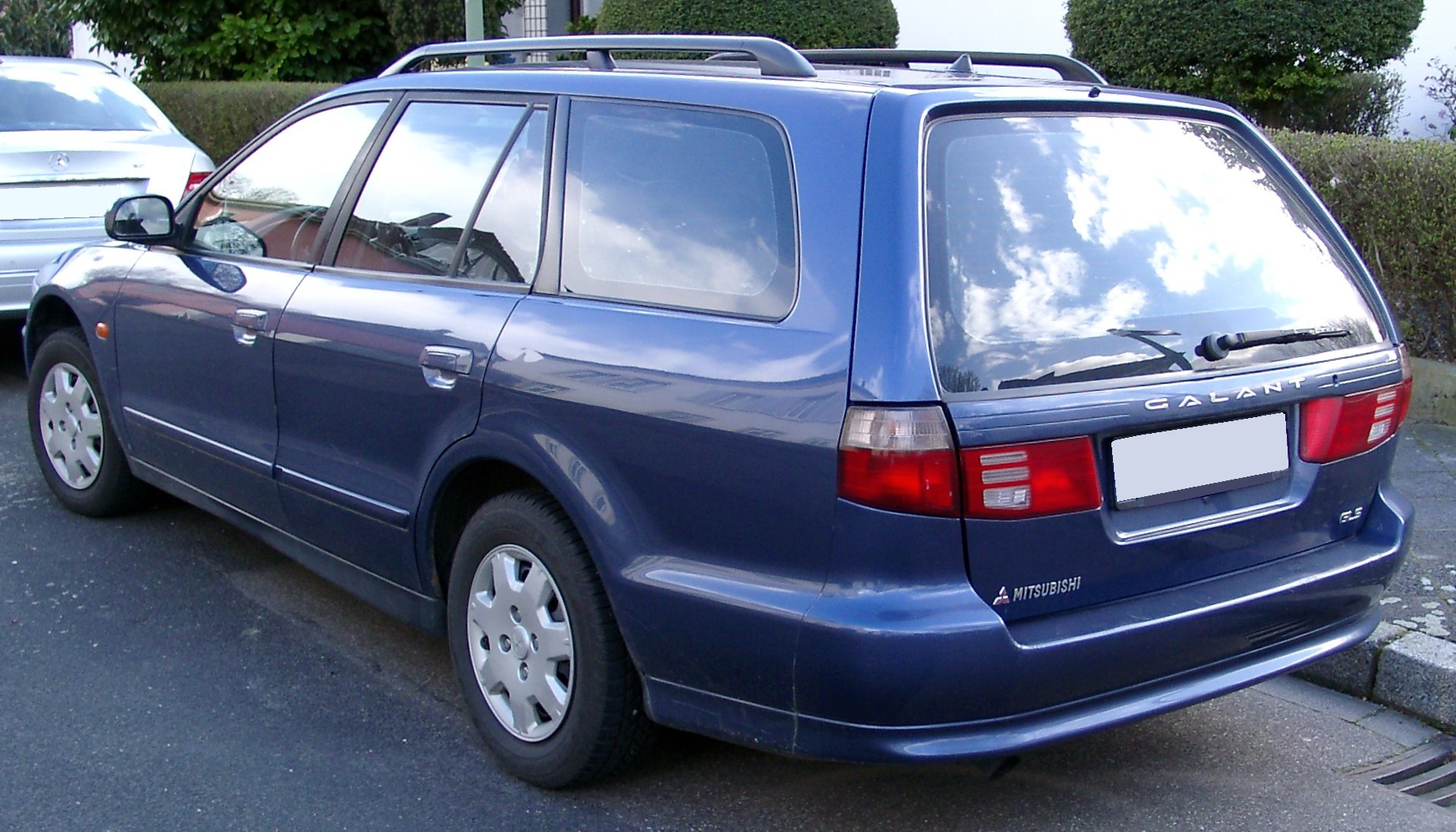
Mitsubishi Galant 8 Kombi

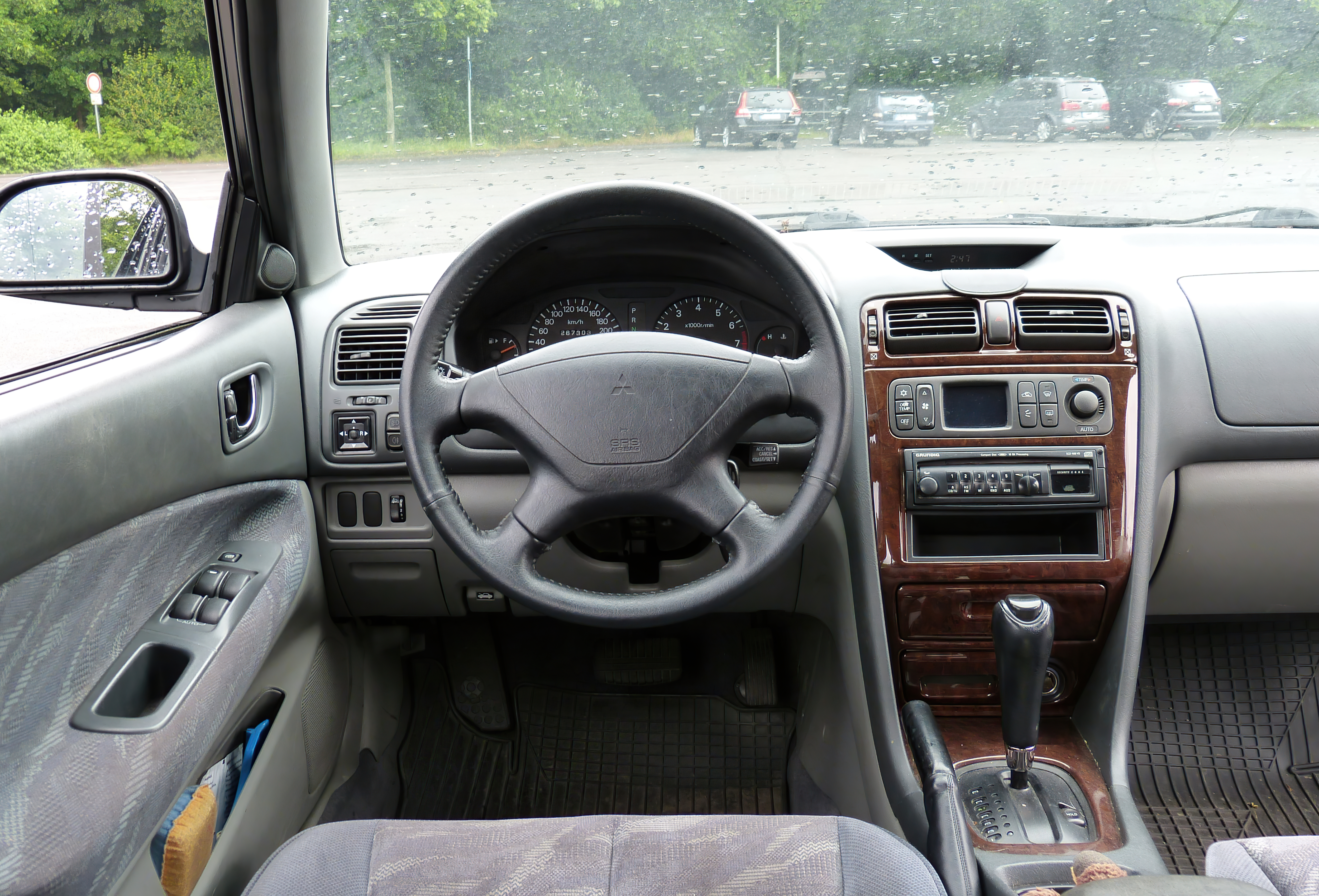
Салон

У серпні 1996 року з'явився «Галант» восьмого покоління. Galant знову завоював титул автомобіль року в Японії 1996—1997 року.
Зовнішність цього покоління радикально відрізняється від автомобілів попереднього. Зникли округлі «дуті» форми, характерні для автомобілів початку 90-х. Поверхні кузова майже плоскі, з виразними гранями перетину, і це підкреслює динамічність силуету. Швидка зміна поколінь автомобілів дозволила кристалізувати власний фірмовий стиль Mitsubishi.
На відміну від попередника, Galant цього покоління не мав кузова типу хетчбек, зате знову з'явився універсал (в Японії та Англії продавався під брендом Mitsubishi Legnum, та був повноприводним). Гамма двигунів була скромнішою, зате Galant одним з перших у світі почав оснащуватися адаптивною автоматичною коробкою передач (INVECS-II). А друге нововведення було однозначно революційним — бензинові двигуни з безпосереднім уприскуванням бензину в циліндри (GDI).
Mitsubishi по-новому використовує системи AYC і ASC, починаючи з шостого покоління Galant поставивши собі за мету використовувати всі останні досягнення високих технологій.
З 1998 року «Галант» оснащувалися двигунами з системою безпосереднього уприскування бензину GDI.
Старт продажів в США відбувся 7 липня 1998 року. Для ринку США пропонувалася версія GTZ з 3,0 л двигуном V6 6G72 потужністю 195 к.с.
У 2000 році в стандартне оснащення увійшла система стабілізації курсової стійкості Mitsubishi Active Stability Control (MASC).
У 2001 році Mitsubishi Motors злегка оновила модельний ряд Galant. Всі модифікації цієї моделі отримали в стандартному оснащенні «спортивний» пакет VR4. До цього комплекту входять: спортивний обвіс кузова, 17-дюймові колісні диски, антиблокувальна система гальм, система розподілу гальмівного зусилля, передні подушки безпеки, програвач компакт-дисків і шкіряне кермове колесо Momo.
У 2003 році продажі восьмого покоління «Галанта» були припинені скрізь, крім Японії. Там для внутрішнього ринку до 2006 року виготовлявся седан з 2,0 л GDI двигуном потужністю 145 к.с.

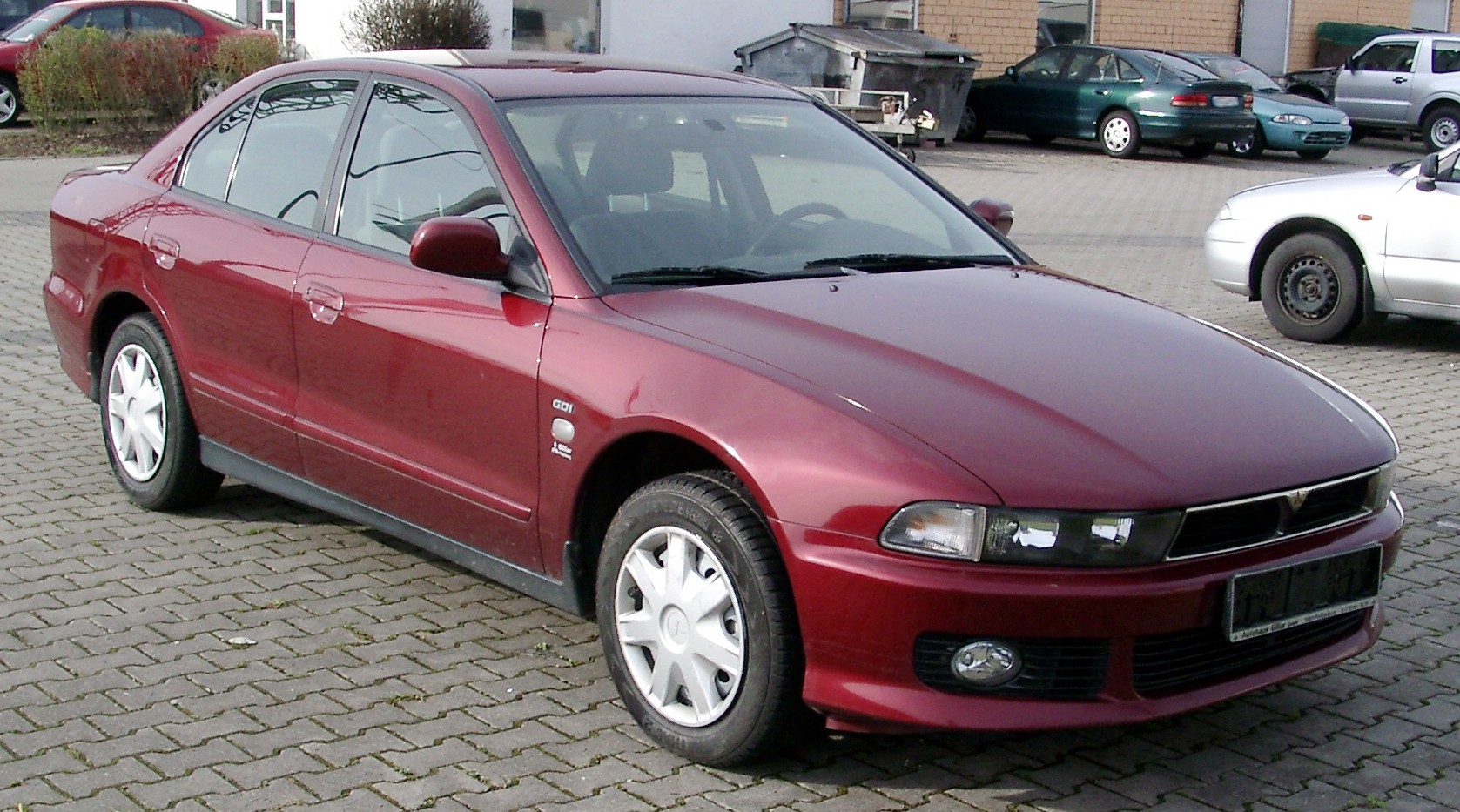
Mitsubishi Galant 8 (2001-2003)
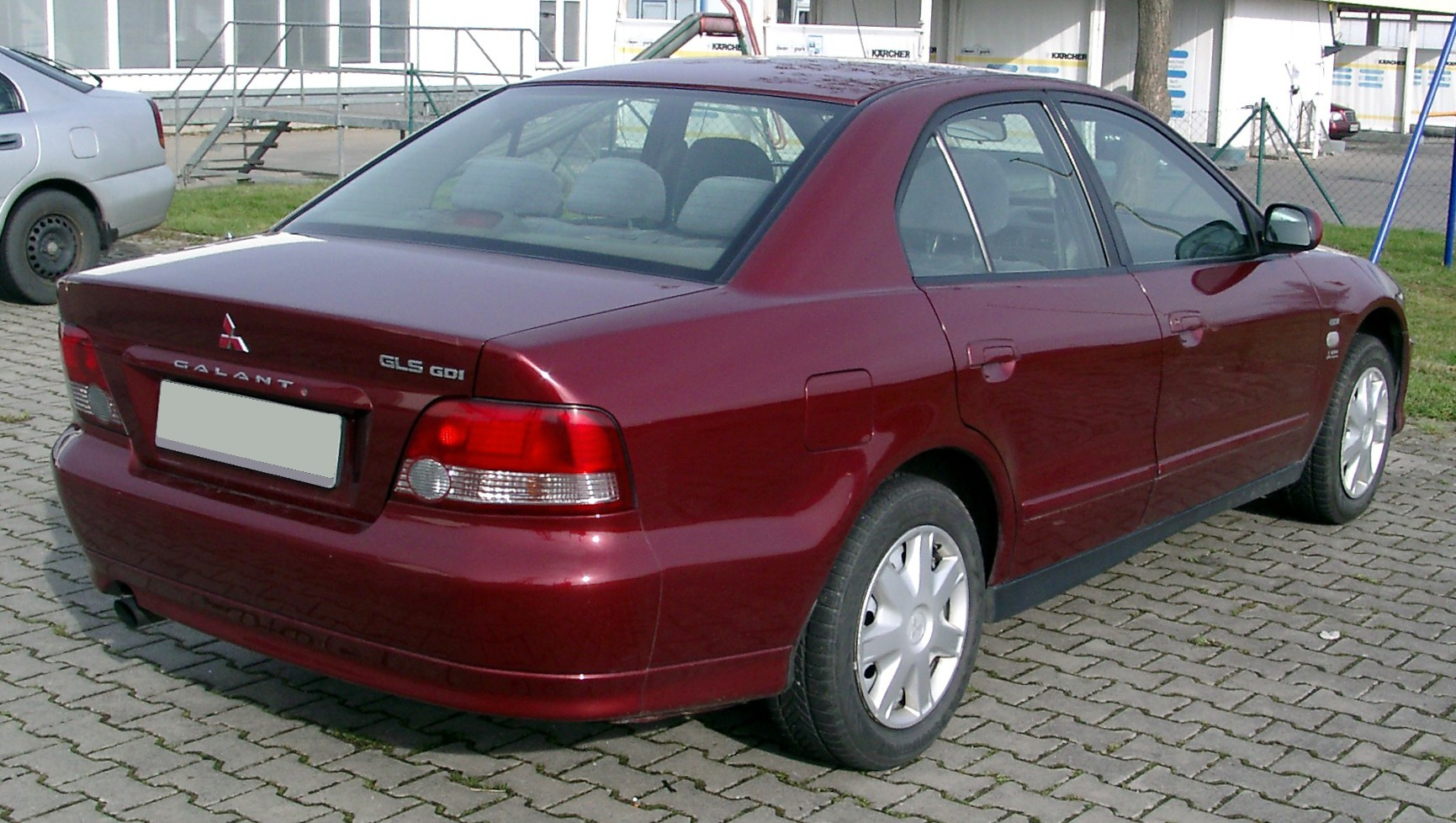
Mitsubishi Galant 8 (2001-2003)
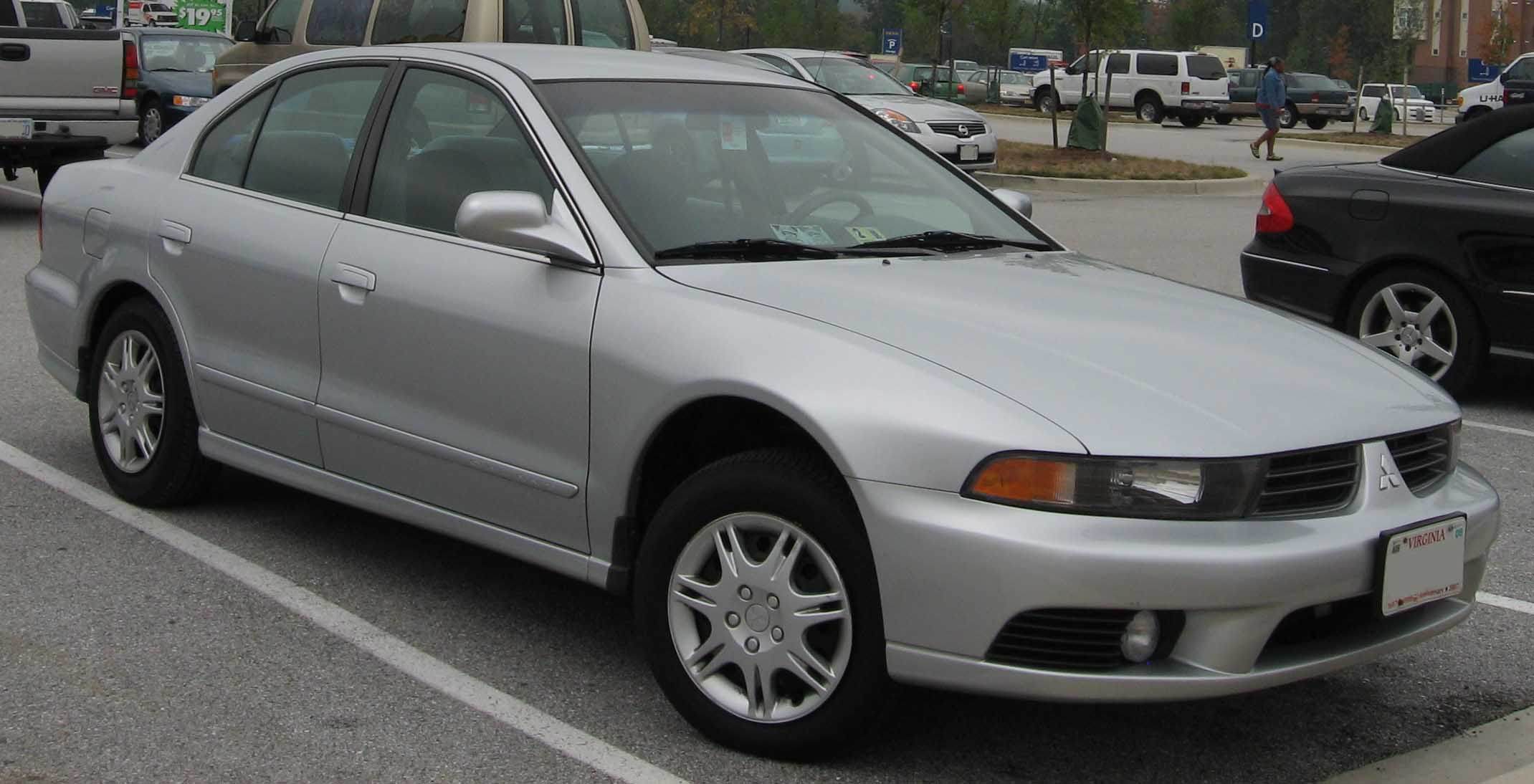
Mitsubishi Galant 8 (США)

### Galant VR-4

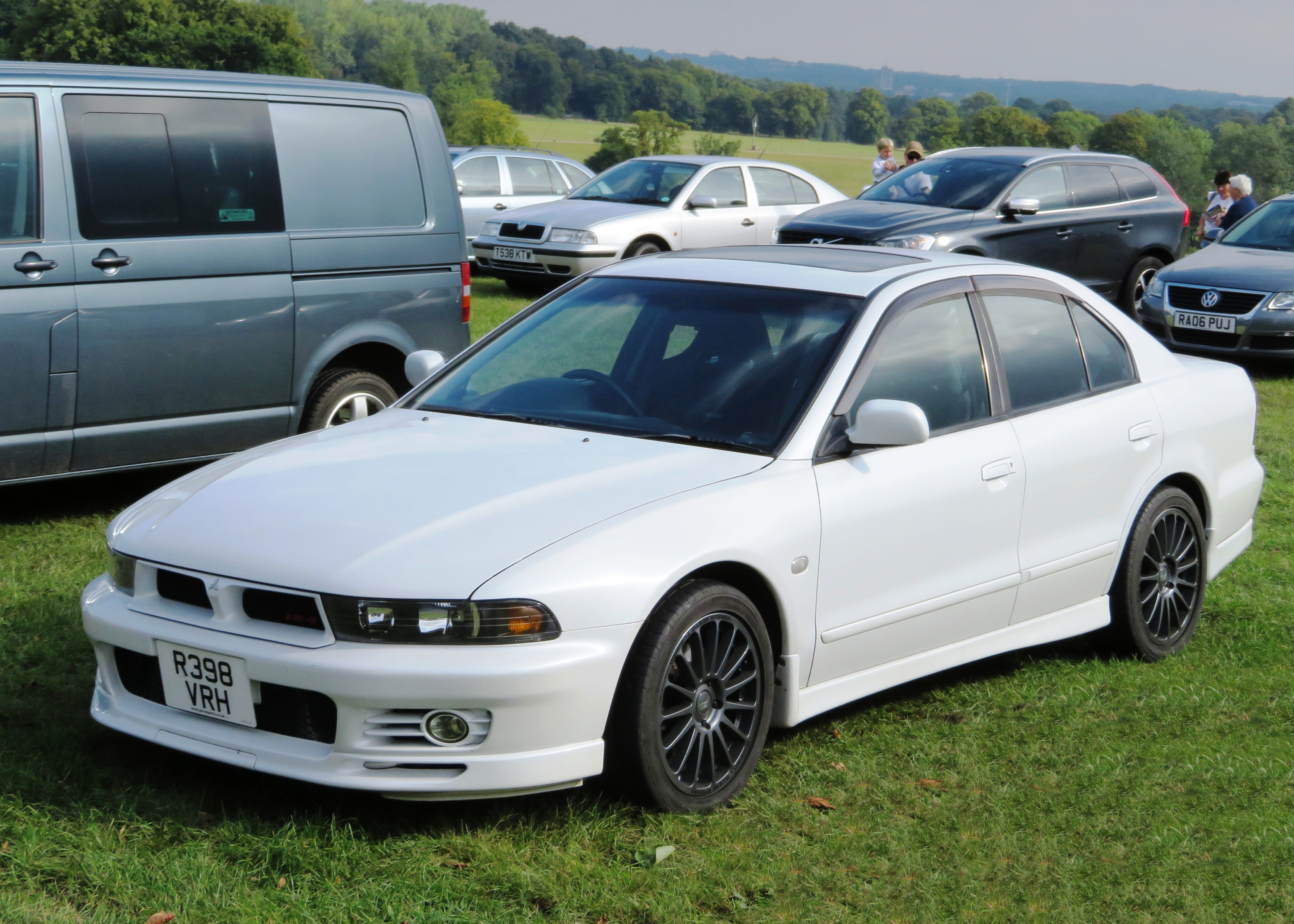
Mitsubishi Galant VR-4

На VR-4 встановлюється 2,5-літровий V-подібний 6-циліндровий двигун DOHC з двома турбокомпресорами. Після всіх удосконалень він розвивав потужність 280 к.с. Двигун працює в парі з 5-ступінчастою автоматичною трансмісією INVECS-II і повним приводом (4WD).

### Mitsubishi Legnum

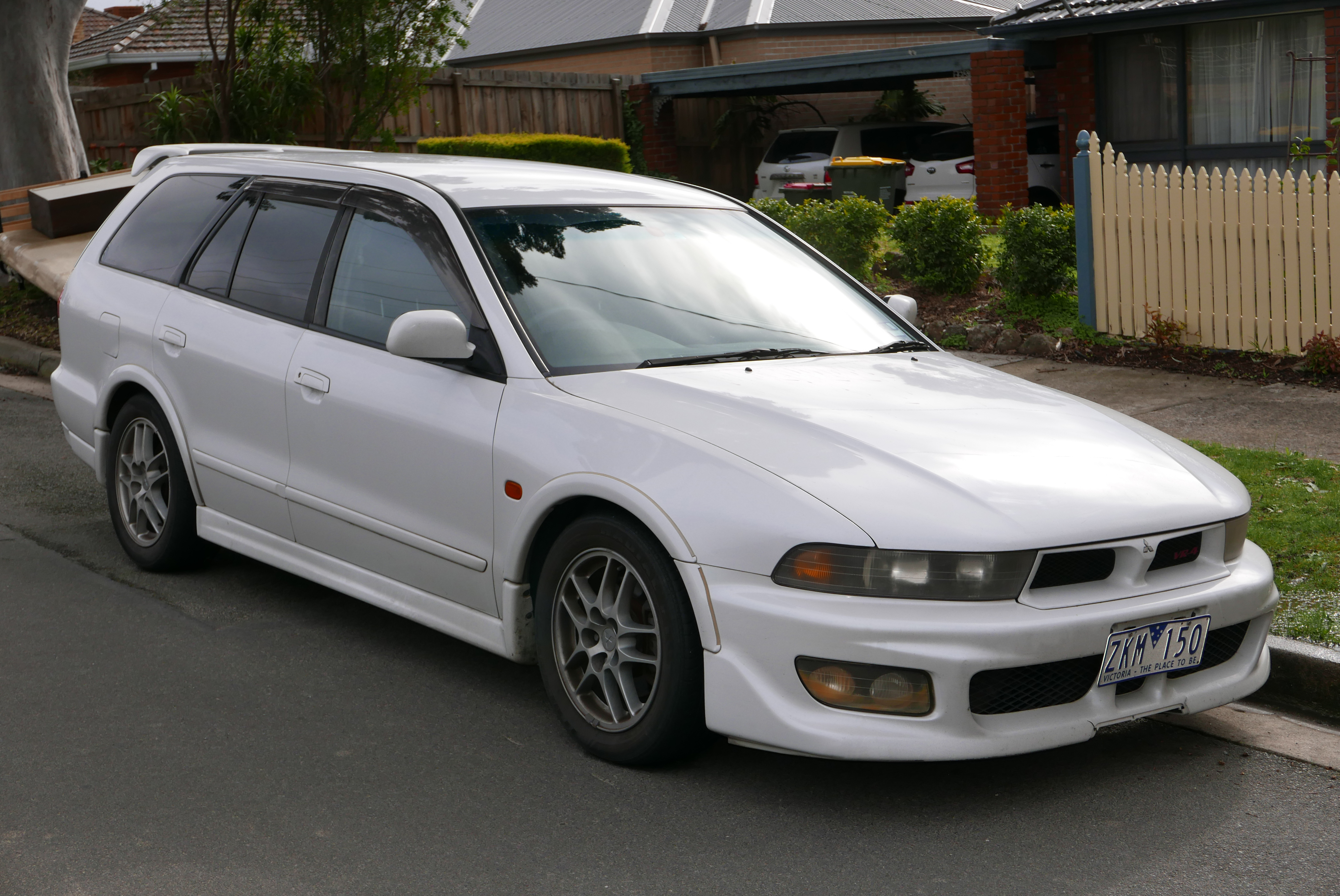
Mitsubishi Legnum VR-4 type-S station wagon

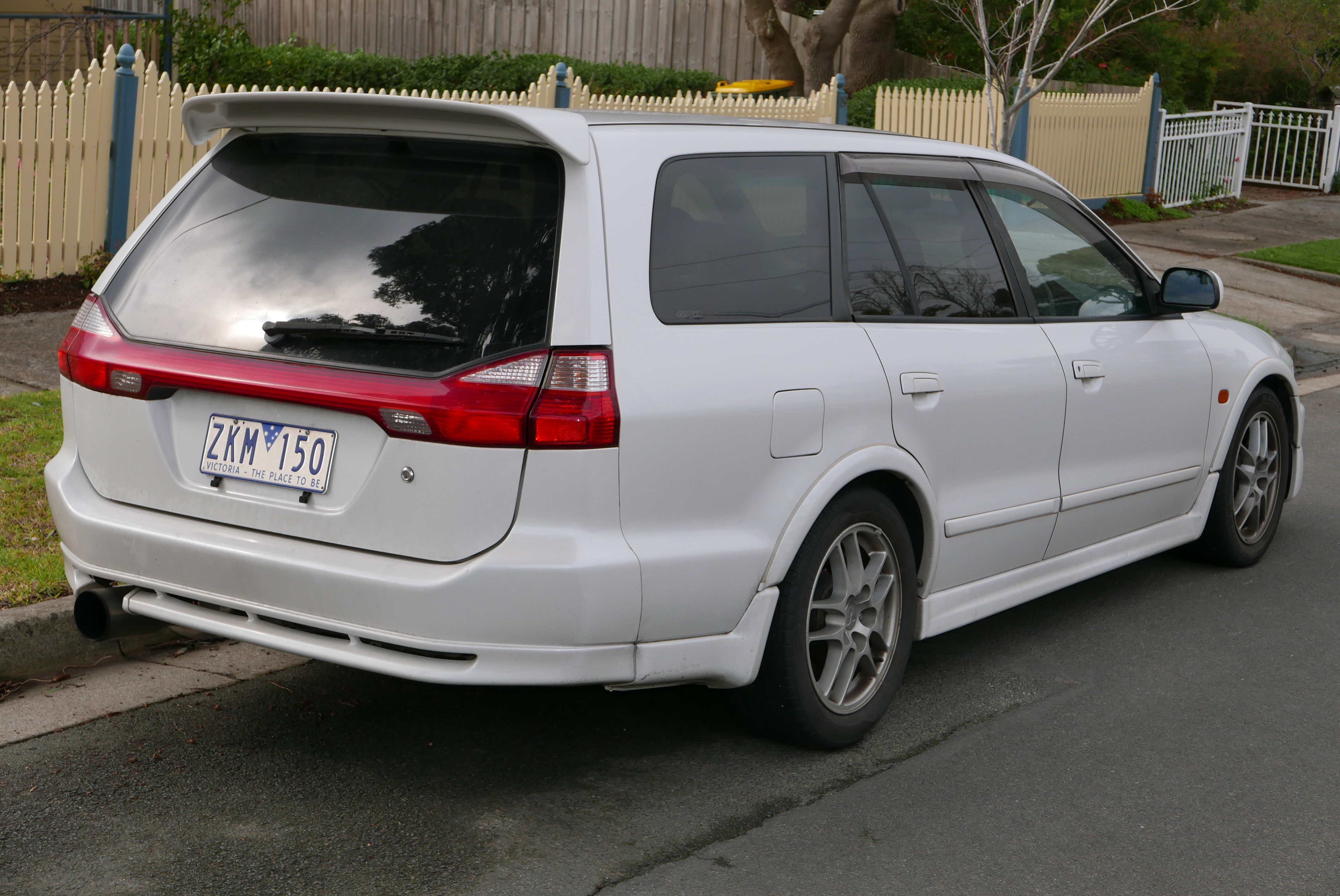
Mitsubishi Legnum VR-4 type-S station wagon

Legnum був створений на основі Galant в кузові універсал в 1996 році. Назва цього автомобіля походить від слова «regnum», що в перекладі з латинської мови означає «королівська влада», «королівське звання». Метою створення Legnum було збереження стилю універсалів класу Premium. Завдяки тому, що висота Legnum в порівнянні з Galant збільшилася на 30 мм, його салон став більш комфортним. Крім того, Legnum успадкував від Galant зручне багажне відділення.
Престиж автомобіля підвищився і за рахунок встановлюваних на ньому двигунів. Тоді як на Galant головним чином використовувався 1,8-літровий рядний 4-циліндровий двигун серії GDI, тут встановлюють V-подібні 6-циліндрові двигуни об'ємом 2,0 і 2,5 л. Як і у Galant, існують повнопривідні модифікації VR-4, оснащені V-подібним 6-циліндровим двигуном DOHC twin cam об'ємом 2,5 л і потужністю 280 к.с. На цій моделі широко використовуються останні розробки науки і техніки в області машинобудування, такі як системи AYC і ASC. 6A13
У 1996-97 рр. Legnum став лауреатом премії Автомобіль року в Японії. У 1998 році, після рестайлінгу і поновлення моделі став використовуватися 2,4-літровий двигун серії GDI. У 2000 році двигун GDI з об'ємом 1,8 л був замінений на більш потужний 2-літровий двигун тієї ж серії.

### Двигуни
- 1,8 л 4G93 GDI Р4 150 к.с.
- 2,0 л 4G63 Р4 136 к.с.
- 2,0 л 4G94 Р4 145 к.с.
- 2,0 л 6A12 V6 145 к.с.
- 2,0 л 6А12 V6 MIVEC 194—200 к.с.
- 2,4 л 4G64 GDI Р4 150 к.с.
- 2,5 л 6A13 V6 163 к.с.
- 2,5 л 6A13TT твін турбо V6 280 к.с.
- 3,0 л 6G72 V6 192 к.с.
- 2,0 л 4D68 Р4 турбодизель 90 к.с.

## Mitsubishi Galant 9 (2003—2012)

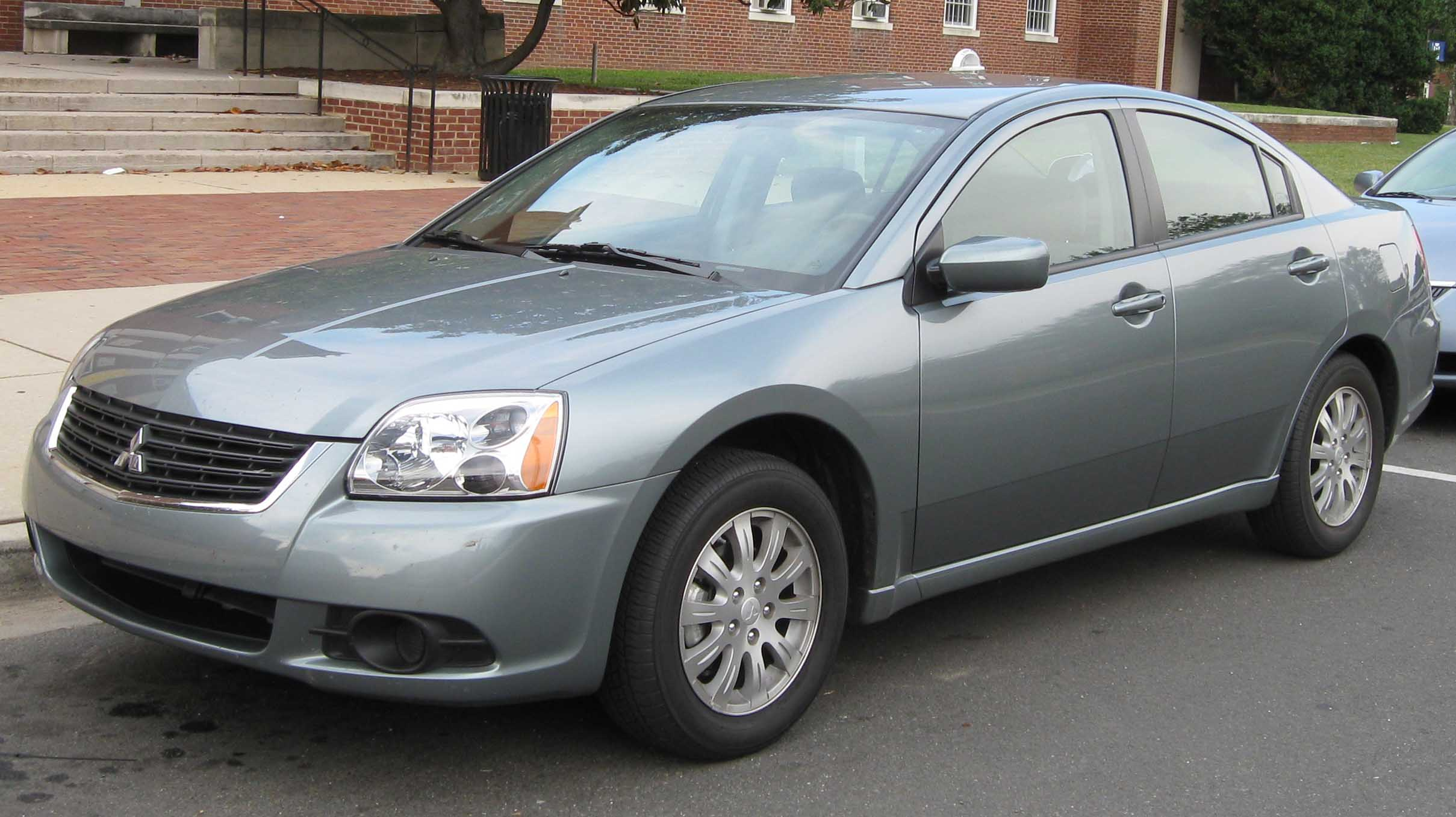
Mitsubishi Galant 9 (2007—2012)

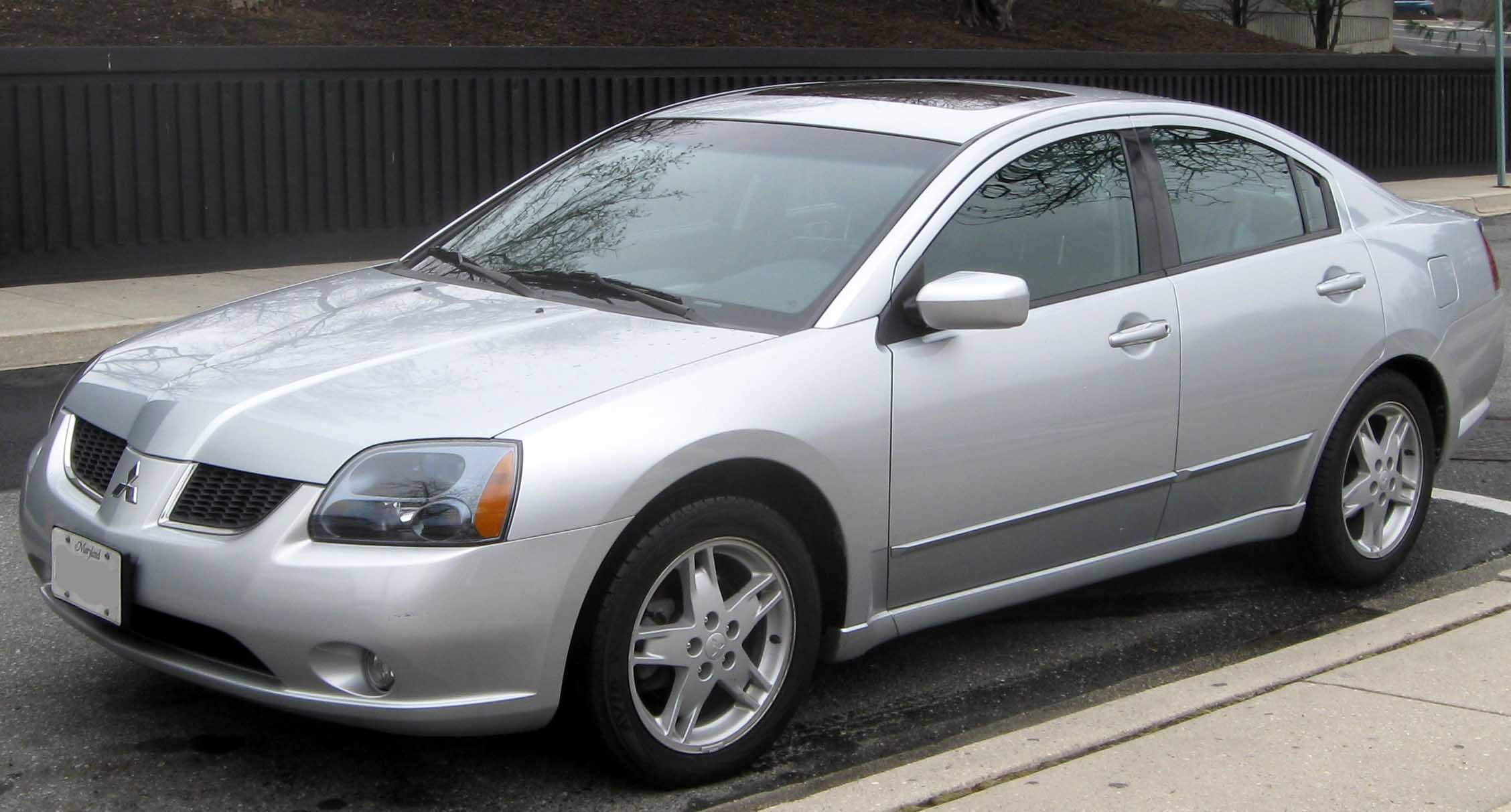
Mitsubishi Galant 9 (2003—2007)

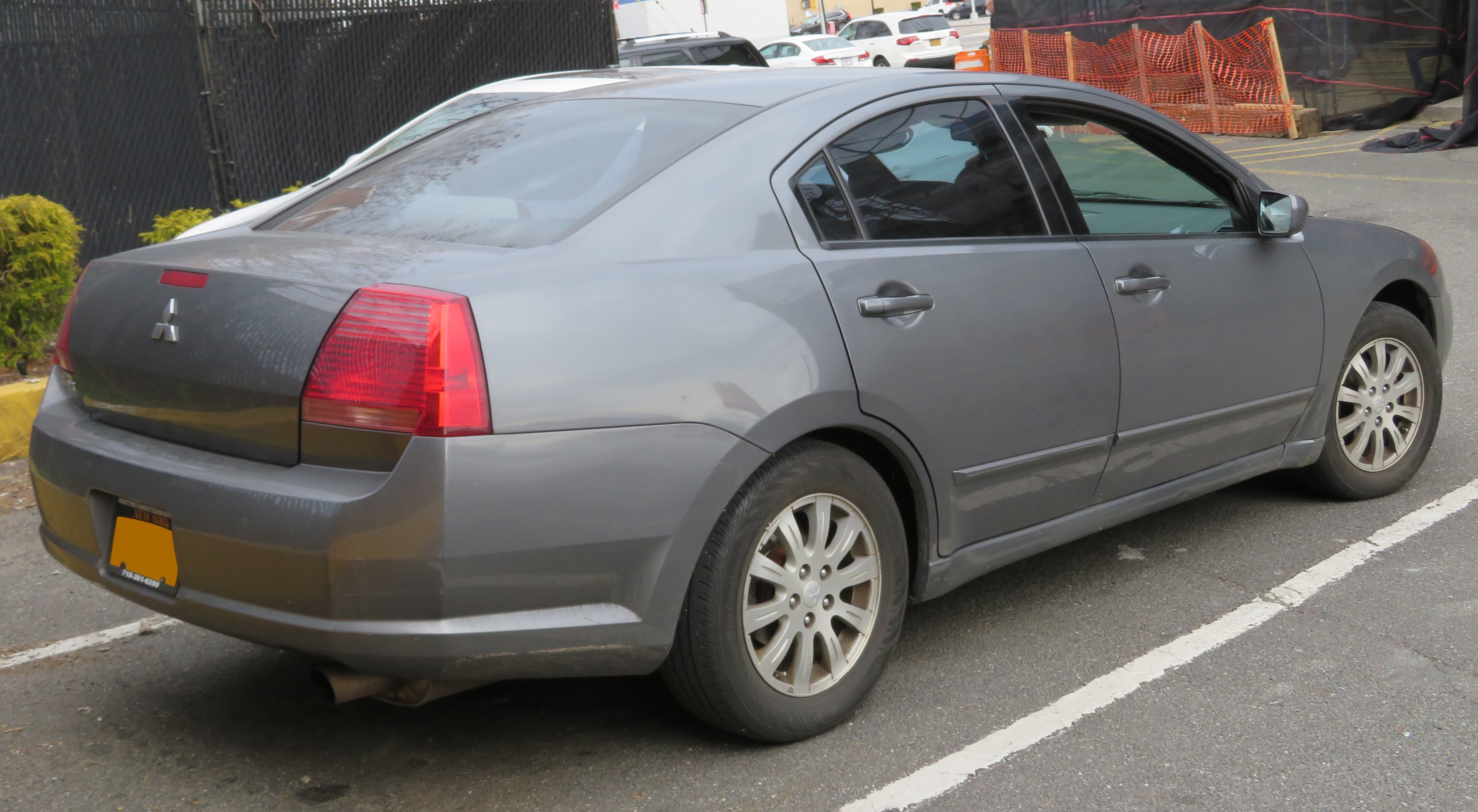
Mitsubishi Galant 9

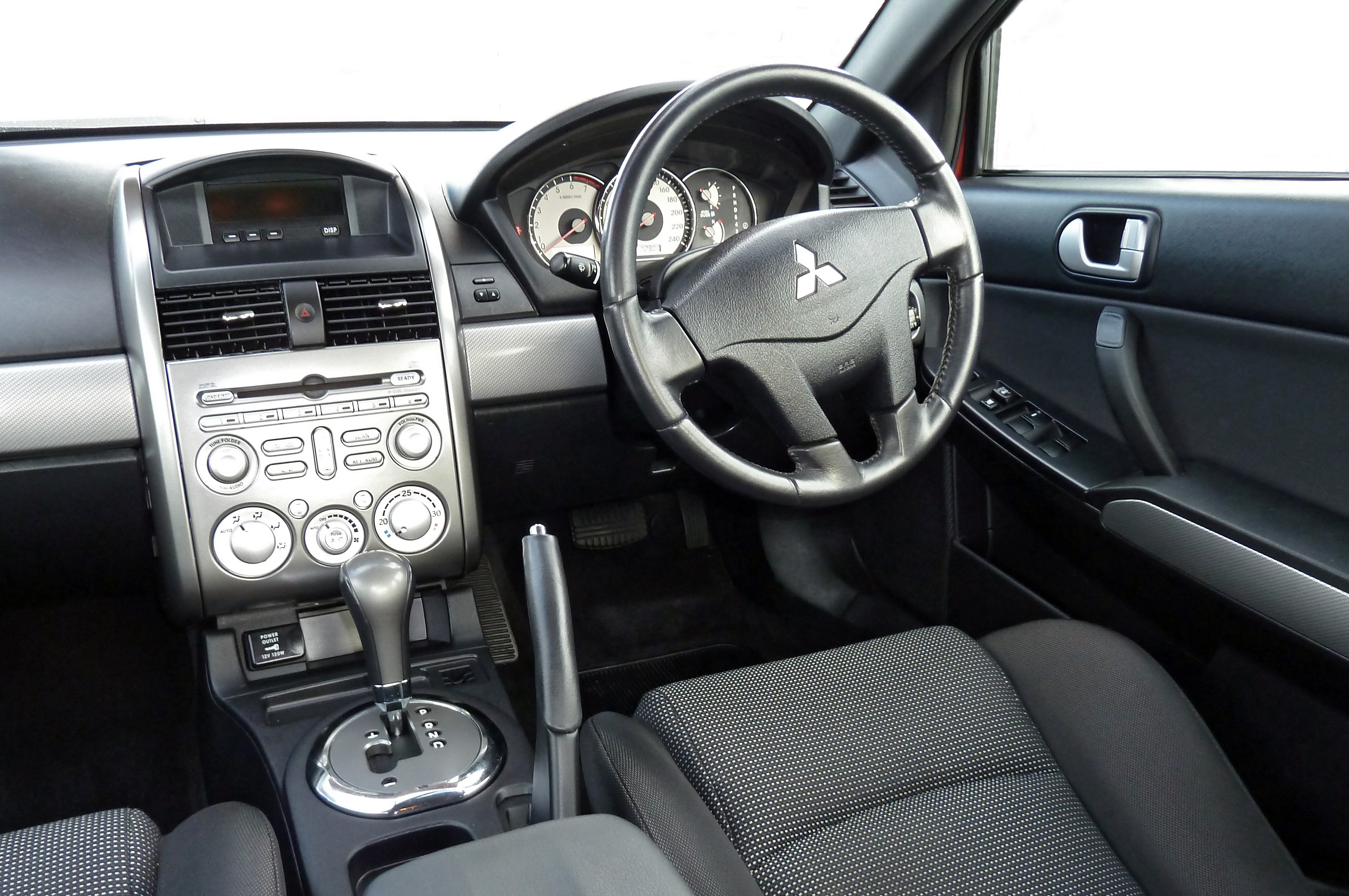
Mitsubishi 380

Дев'яте покоління з'явилося в жовтні 2003 року. «Галант» в цьому поколінні пропонується тільки в кузові седан. Автомобіль побудований на передньоприводній платформі PS («Проект Америка»), створена за участю Daimler Chrysler. Дизайн був розроблений в Пасадені (Каліфорнія), а конструкція — в північноамериканському конструкторському центрі DCX (Мічиган) і в дослідницькому центрі MMC в Окасаки (Японія). Габаритні розміри Galant 4835х1840х1470 мм, колісна база 2750 мм. Передня підвіска — посилені стійки McPherson, ззаду застосована фірмова конструкція багатоважільна з ефектом пасивного підрулення.
Версії DE і ES оснащуються рядними 4-х циліндровими двигунами 2,4 л потужністю 162 к.с., 2,4 л GTS — 232 сильною V6, а найпотужніша версія Ralliart — 3,8 л 261 к.с. V6. Для двигуна 2,4 л передбачена 4-ступінчаста адаптивна автоматична КП INVECS-II, а для двигуна 3,8 л — 4-ступінчаста АКП Sportronic з можливістю ручного перемикання передач. На всі версії встановлюють дискові гальма коліс, кондиціонер, 140-ватну аудіосистему, електроприводи стекол і дзеркал, центральний замок і іммобілайзер. Для LS і GTS додатково передбачені ABS, система контролю тяги, шкіряний салон, електропривод сидінь, 270-ватна аудіосистема Infinity, автоматичний клімат-контроль і багато іншого, а за доплату — люк з електроприводом.
В Австралії та Новій Зеландій модель називається Mitsubishi 380.
З грудня 2004 року Mitsubishi збирає та продає в Тайвані версію дев'ятого покоління Galant з унікальним передком під назвою Galant Grunder (тепер відомий просто як Mitsubishi Grunder). Крім того, ця модель продавалася на Філіппінах і в Китаї під ім'ям Galant 240M з використанням 2,4 л двигуна MIVEC.
В 2007 році модель оновили, змінивши зовнішній вигляд.
У зв'язку з невисоким попитом на дев'яте покоління, Осаму Масуко (Президент Mitsubishi Motor) ухвалив рішення про зниження обсягів виробництва Галантів на користь інших моделей, таких як Lancer та Outlander.

### Двигуни
- 2,4 л 4G69 Р4 162 к.с.
- 3,8 л 6G75 V6 232 к.с.
- 3,8 л 6G75 V6 MIVEC 261 к.с.